# Melanolophia immarcata
Melanolophia immarcata là một loài bướm đêm trong họ Geometridae.